# Kiss (Film)
Kiss ist ein Underground-Experimentalfilm von Andy Warhol. Er wurde im August und November/Dezember 1963 in Warhols Studio The Factory im 16-mm-Format gedreht. Die Uraufführung der ersten Filmrollen fand im September 1963 im Gramercy Arts Theater (138 West 27th Street, Manhattan) statt. Ein vierminütiger Auszug wurde (gemeinsam mit Kurzfassungen von Haircut, Eat und Sleep) zu einer Komposition von La Monte Young auf dem New York Film Festival im September 1964 gezeigt.

## Handlung
Der Schwarz-Weiß-Stummfilm führt in einer Länge von 50 Minuten verschiedene Paare vor, die sich küssen. Darsteller sind unter anderem Naomi Levine, Ed Sanders, Gerard Malanga, Baby Jane Holzer, Freddie Herko, Robert Indiana und Marisol. Sie werden aus unterschiedlicher Entfernung und in wechselnden Paarungen gezeigt. Das Geschlecht bzw. die sexuelle Orientierung (hetero- oder homosexuell) der Küssenden spielt keine Rolle.

## Hintergrund
Die historische Bedeutung des Films besteht zum einen in seinem ästhetischen Reiz, durch Großaufnahmen, Naheinstellungen, in harten Schwarz-Weiß-Kontrasten und in unterschiedlicher Körnung der „Handlung“ zuzusehen. Er ist mit seiner Darstellung von sich küssenden Männern ein frühes Dokument der sexuellen Liberalität Warhols und zugleich eine emanzipatorische Parodie der kommerziellen Hollywood-Filme jener Zeit, deren Höhepunkt bekanntlich im abschließenden, durch den innigen Kuss dokumentierten Happy End lag.